# Global Wind Energy Council
De Global Wind Energy Council (GWEC) is een internationale organisatie ter promotie van windenergie. De organisatie werd in 2005 opgericht en verenigd producten, nationale, regionale en internationale windorganisaties in een 70-tal landen.
Het GWEC organiseert verschillende activiteiten gaande van seminaries en conferenties tot de Global Wind Day.